# Barenton-Bugny
Barenton-Bugny är en kommun i departementet Aisne i regionen Hauts-de-France i norra Frankrike. Kommunen ligger  i kantonen Crécy-sur-Serre som ligger i arrondissementet Laon. År 2022 hade Barenton-Bugny 556 invånare.

## Befolkningsutveckling
Antalet invånare i kommunen Barenton-Bugny
Referens: INSEE